# Medienstrafrecht
Das Medienstrafrecht (je nach Anwendungsfall auch Pressestrafrecht) ist ein Teilgebiet des Medienrechts, welches sich mit Straftaten durch Medienvertreter sowie nebenstrafrechtlichen Vorschriften rund um Presse und Medien befasst.
Neben allgemeinen Straftaten, welche durch Medienvertreter begangen werden können, wie etwa Hausfriedensbruch, Nachstellung, Verletzung der Vertraulichkeit des Wortes, oder Verletzung des höchstpersönlichen Lebensbereichs und von Persönlichkeitsrechten durch Bildaufnahmen, sind vor allem spezialgesetzliche Normen Gegenstand des Medienstrafrechts. Insbesondere Straftaten nach dem Urheberrechtsgesetz (§ 106 UrhG, z. B. bei Filesharing) und Kunsturhebergesetz (§ 22 KUG) sind von wesentlicher Bedeutung.
Strafrechtliche Relevanz kann je nach Bundesland auch ein Verstoß gegen ein Landespressegesetz haben. So kann etwa die Publikation strafrechtlich relevanter Inhalte (§ 21 PresseG NRW) oder ein Verstoß gegen die Impressumspflicht (§ 20 PresseG HA) strafbar sein.
Auch Tatbestände des allgemeinen Strafrechts, die einen besonderen Medienbezug aufweisen, werden teils zum Medienstrafrecht gerechnet, so etwa Volksverhetzung bei Tatbegehung über soziale Netzwerke.